# Pan-STARRS
| LINEAR NEAT Spacewatch LONEOS | CSS Pan-STARRS NEOWISE altres |

Logotip de Pan-STARRS

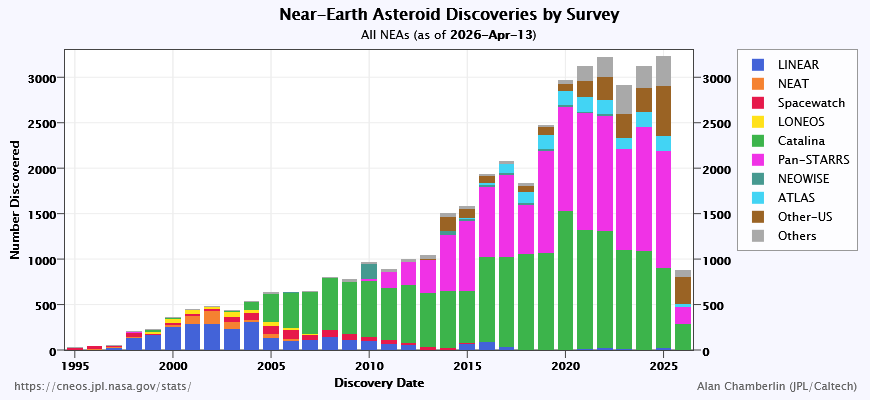
Nombre de NEOs detectats per diversos projectes:

El Panoramic Survey Telescope and Rapid Response System (Pan-STARRS) és un observatori astronòmic que consta de càmeres i telescopis astronòmics i unes instal·lacions de computació que estan rastrejant el cel pels objectes movents en una base contínua, incloent astrometria i fotometria precisa d'objectes ja detectats anteriorment. Mitjançant la detecció de les diferències de les observacions anteriors de les mateixes àrees del cel, s'espera descobrir un nombre molt gran de nous asteroides, cometes, estrelles variables i altres objectes celestials. La seva missió principal és detectar objectes propers a la Terra que amenaces d'esdeveniment d'impacte i s'espera que es creï una base de dades de tots els objectes visibles des Hawaii (tres quartes parts de tot el cel) fins a magnitud aparent 24. Pan-STARRS és finançat en gran part per la Força Aèria dels Estats Units a través dels seus laboratoris d'investigació. El sondeigs de NEO del Pan-STARRS busca en tot el cel al nord de la declinació −47,5.
El primer telescopi Pan-STARRS (PS1) es troba al cim de Haleakalā a Maui, Hawaii, i es va posar en marxa el 6 de desembre de 2008, sota l'administració de la Universitat de Hawaii. PS1 van començar les observacions científiques de temps complet el 13 de maig de 2010, i la PS1 Science Mission està en marxa, amb les operacions finançades pel PS1 Science Consortium, PS1SC, un consorci que inclou la Societat Max Planck d'Alemanya, la National Central University a Taiwan, les universitats d'Edimburg, Durham i Queen de Belfast al Regne Unit, i les universitats Johns Hopkins i Harvard als EUA així com la xarxa de Las Cumbres Observatory Global Telescope. Les observacions del Consorci per a tot el cel (com és visible des de Hawaii) es van completar a l'abril de 2014.
El projecte Pan-STARRS és una col·laboració entre l'Institute for Astronomy, MIT Lincoln Laboratory, Maui High Performance Computing Center i Science Applications International Corporation de la Universitat de Hawaii. La construcció del telescopi és finançada per la Força Aèria dels EUA. Després d'haver completat el PS1, el projecte Pan-STARRS es va centrar en la construcció del PS2, per la qual cosa es va aconseguir la primera llum el 2013, amb les operacions científiques completades el 2014 i després es va construir un conjunt de quatre telescopis, de vegades anomenat PS4. Completar el conjunt de quatre telescopis s'estima en un cost total de $100 milions estatunidencs pel conjunt.
A mitjan 2014, el PS2 estava en procés de ser posat en marxa. Com a conseqüència dels problemes de finançament substancials no existia un calendari clar per als telescopis addicionals més enllà del segon.